# Elefthérios Poupákis
Elefthérios Poupákis (en grec : Ελευθέριος Πουπάκης), souvent appelé Leftéris Poupákis (Λευτέρης Πουπάκης) est né le 28 février 1946. C'est un joueur de football grec.

## Carrière
Poupákis débute au AO Aigáleo, club de la banlieue d'Athènes. Il y reste pendant 8 ans avant de signer pour l'Olympiakos en 1974 où il remportera un titre de champion de Grèce et une coupe de Grèce qui seront les seules trophées de son palmarès. Il se laissera divagué dans divers autres clubs du pays sans réussir à réitérer les exploits de sa première année à l'Olympiakos.
Elefthérios participe à l'Euro 1980 en Italie où il est la doublure de Vasilis Konstantinou; il joue cependant le dernier match de la Grèce dans la compétition face à la RFA et réussira à garder sa cage inviolée (0-0) face aux futurs vainqueurs de la compétition.

## Palmarès
- Championnat de Grèce de football: 1974-1975
- Coupe de Grèce de football: 1974-1975